# Calydna calitas
Calydna calitas är en fjärilsart som beskrevs av William Chapman Hewitson 1854. Calydna calitas ingår i släktet Calydna och familjen Riodinidae. Inga underarter finns listade i Catalogue of Life.